# Секретарь по отношениям с государствами
Секретарь по отношениям с государствами (лат. Secretarius pro relationibus cum foederatis) — «министр иностранных дел Ватикана», должностное лицо, служащее в Государственном Секретариате Ватикана, который осуществляет контроль над «Второй Секцией». Этот титулярный архиепископ, высшее должностное лицо внешней политики Ватикана, имеет дело с отношениями между Святым Престолом и другими правительствами и международными организациями.

## История ведомства
Эта Секция начиналась как Congregatio Super Negotiis Ecclesiasticis Regni Galliarum, основанная папой римским Пием VI в апостольской конституции Sollicitudo Omnium Ecclesiarum от 28 мая 1793 года, чтобы иметь дело с проблемами, которые поставила перед Церковью Французская Революция. В 1814 году папа римский Пий VII дал этому ведомству ответственность за весь мир и назвал его Congregatio Extraordinaria Praeposita Negotiis Ecclesiasticis Orbis Catholici. Несколькими годами позднее, папа римский Лев XII изменил его название на Congregatio Pro Negotiis Ecclesiasticis Extraordinariis, которое оставалось его названием до 1967 года, когда папа римский Павел VI отделил этот орган от Государственного Секретариата, назвав его Советом по общественным делам Церкви. 28 июня 1988 года, папа римский Иоанн Павел II провозгласил апостольскую конституцию Pastor Bonus, которая создала существующий облик Государственного Секретариата. Она разделила его на Секцию по общим делам и Секцию по отношениям с государствами, которая была прямым преемником Совета по общественным делам Церкви.
На основании статей 45-47 апостольской конституции Pastor Bonus, Секция по отношениям с государствами, иногда известная как вторая секция Государственного Секретариата Святого Престола, имеет определённую обязанность проявлять внимание к вопросам, которые вовлекают гражданские правительства. Она ответственна за дипломатические отношения Святого Престола с независимыми государствами, включая такие вопросы как установление конкордатов или подобных соглашений; присутствие Святого Престола на международных организациях и конференциях; условия и модификации, в специальных обстоятельствах, назначений к отдельным церквям; и, в близком сотрудничестве с Конгрегацией по делам Епископов, назначение епископов в странах, которые вступили в соглашения или договоры со Святым Престолом.
Эта секция возглавляется титулярным архиепископом — Секретарём по отношениям с государствами, которому помогают прелат — заместитель Секретаря по отношениям с государствами и различные кардиналы и епископы.

## Список Секретарей Совета по общественным делам Церкви и секретарей по отношениям с государствами
| Срок пребывания                    | Должностное лицо                | Примечания                                                                  |
| ---------------------------------- | ------------------------------- | --------------------------------------------------------------------------- |
| 15 августа 1967 — 28 апреля 1979   | архиепископ Агостино Казароли   | назначен про-государственным секретарём Святого Престола                    |
| 4 мая 1979 — 1 марта 1988          | архиепископ Акилле Сильвестрини | назначен префектом Верховного Трибунала Апостольской Сигнатуры              |
| 1 марта 1988 — 1 декабря 1990      | архиепископ Анджело Содано      | назначен про-государственным секретарём Святого Престола                    |
| 1 декабря 1990 — 7 октября 2003    | архиепископ Жан-Луи Торан       | назначен библиотекарем Святой Римской Церкви                                |
| 7 октября 2003 — 15 сентября 2006  | архиепископ Джованни Лайоло     | назначен председателем Папской комиссии по делам государства-града Ватикана |
| 15 сентября 2006 — 8 ноября 2014   | архиепископ Доминик Мамберти    | назначен префектом Верховного Трибунала Апостольской Сигнатуры              |
| 8 ноября 2014 — по настоящее время | архиепископ Пол Ричард Галлахер |                                                                             |

### Список заместителей Секретарей по отношениям с государствами
| Срок пребывания                      | Должностное лицо                       | Примечания                                                              |
| ------------------------------------ | -------------------------------------- | ----------------------------------------------------------------------- |
| 1989—1 декабря 1990                  | монсеньор Жан-Луи Торан                | назначен секретарём по отношениям с государствами                       |
| 1992—16 декабря 1995                 | монсеньор Клаудио Мария Челли          | назначен секретарём Администрации церковного имущества Святого Престола |
| 16 декабря 1995 — 30 октября 2002    | монсеньор Челестино Мильоре            | назначен постоянным наблюдателем Святого Престола при ООН               |
| 30 октября 2002 — 17 августа 2009    | монсеньор Пьетро Паролин               | назначен апостольским нунцием в Венесуэле                               |
| 17 августа 2009 — 22 февраля 2013    | монсеньор Этторе Балестреро            | назначен апостольским нунцием в Колумбии                                |
| 22 февраля 2013 — 3 сентября 2019    | монсеньор Антуан Камиллери             | назначен апостольским нунцием в Эфиопии                                 |
| 24 октября 2019 — по настоящее время | монсеньор Мирослав Станислав Ваховский |                                                                         |

### Список секретарей Отдела дипломатического персонала
| Срок пребывания                       | Должностное лицо                | Примечания                                                    |
| ------------------------------------- | ------------------------------- | ------------------------------------------------------------- |
| 1 декабря 1979 — 30 июня 1990         | архиепископ Джованни Коппа      | назначен апостольским нунцием в Чехословакии                  |
| 28 августа 1990 — 7 марта 1998        | архиепископ Франческо Монтеризи | назначен секретарём Конгрегации по делам епископов            |
| 4 апреля 1998 — 16 июля 2009          | архиепископ Карло Мария Вигано  | назначен секретарём губернаторства государства-града Ватикана |
| 24 сентября 2009 — 7 декабря 2015     | архиепископ Лучано Суриани      | назначен апостольским нунцием в Сербии                        |
| 7 декабря 2015 — 10 сентября 2022     | архиепископ Ян Ромео Павловский | назначен апостольским нунцием в Греции                        |
| 10 сентября 2022 — по настоящее время | архиепископ Лучано Руссо        |                                                               |

### Список руководителей протокола Государственного секретариата Святого Престола
| Срок пребывания                       | Должностное лицо                            | Примечания                                                                                               |
| ------------------------------------- | ------------------------------------------- | --- |
| 1989 — 22 мая 1993                    | монсеньор Доменико Де Лука                  | назначен апостольским нунцием в Марокко                                                                  |
| 19 июня 1993 — 3 сентября 2007        | монсеньор Томмазо Капуто                    | назначен апостольским нунцием в Ливии и Мальте                                                           |
| 4 сентября 2007 — 12 ноября 2012      | монсеньор Фортунатус Нвачукву               | назначен апостольским нунцием в Никарагуа                                                                |
| 14 ноября 2012 — 26 февраля 2018      | монсеньор Жозе Авелину Беттанкур            | назначен апостольским нунцием в Армении                                                                  |
| 22 марта 2018 — 14 сентября 2023      | монсеньор Джозеф Мёрфи                      | назначен заместителем секретаря Отдела дипломатического персонала Государственного секретариата Ватикана |
| 14 сентября 2023 — по настоящее время | монсеньор Хавьер Доминго Фернандес Гонсалес | |